# Кейсі (Кентуккі)
Кейсі (англ. Cayce) — переписна місцевість (CDP) в США, в окрузі Фултон штату Кентуккі. Населення — 119 осіб (2020).

## Географія
Кейсі розташоване за координатами 36°33′33″ пн. ш. 89°2′3″ зх. д. / 36.55917° пн. ш. 89.03417° зх. д. (36.559202, -89.034252).  За даними Бюро перепису населення США в 2010 році переписна місцевість мала площу 4,24 км², з яких 4,22 км² — суходіл та 0,01 км² — водойми.

## Демографія
Згідно з переписом 2010 року, у переписній місцевості мешкали 123 особи в 54 домогосподарствах у складі 35 родин. Густота населення становила 29 осіб/км².  Було 63 помешкання (15/км²).
Расовий склад населення:
| - 98,4 % — білих |

До двох чи більше рас належало 1,6 %. Частка іспаномовних становила 0,8 % від усіх жителів.
За віковим діапазоном населення розподілялося таким чином: 22,0 % — особи молодші 18 років, 62,6 % — особи у віці 18—64 років, 15,4 % — особи у віці 65 років та старші. Медіана віку мешканця становила 47,8 року. На 100 осіб жіночої статі у переписній місцевості припадало 89,2 чоловіків;  на 100 жінок у віці від 18 років та старших — 100,0 чоловіків також старших 18 років.
Цивільне працевлаштоване населення становило 38 осіб. Основні галузі зайнятості: освіта, охорона здоров'я та соціальна допомога — 52,6 %, роздрібна торгівля — 18,4 %, будівництво — 18,4 %.